# Vladimir Ryzjkin
Vladimir Aleksejevitsj Ryzjkin (Russisch: Владимир Алексеевич Рыжкин) (Moskou, 29 december 1930 - 19 mei 2011) was een Russisch voetballer. Hij kende zijn meest succesvolle periode bij Dinamo Moskou waar hij acht jaar aan de slag bleef. In deze acht jaar speelde hij 119 competitiewedstrijden en won hij 3 landstitels, in 1954, 1955 en 1957.
Ryzjkin maakte deel uit van het voetbalelftal van de Sovjet-Unie tijdens de Olympische Zomerspelen van 1956. De Sovjet-Unie pakte hier de gouden medaille.